# Gotó Keidzsi
Gotó Keidzsi (後藤圭二; Hepburn: Gotō Keiji; 1968. november 4. –) japán animerendező, animátor, szereplőtervező, mangaka és a háromfős gímik produkciós csapat tagja, akik többek között a Csajkommandó és az Uta∽Kata sorozatokon dolgoztak.

## Munkái

### Televízió
- Villámmacskák (1985), Fázisrajzoló
- Kikó szenki Dragonar (1987), Fázisrajzoló
- Transformers: The Headmasters (1987), Fázisrajzoló
- Cuide ni toncsinkan (1987), Fázisrajzoló
- Moeru! Onii-szan (1988), Fázisrajzoló
- Sin Pro Golfer Saru (1988), Fázisrajzoló
- What's Michael? (1988), Fázisrajzoló
- Joroiden Samurai Trooper (1988), Fázisrajzoló
- Mister Adzsikko (1987), Kulcsrajzoló (76., 80., 85., 94., 96., 98-99. epizód)
- Mahócukai Sally 2 (1989), Kulcsrajzoló (3., 22. epizód)
- A dzsungel könyve (1989), Kulcsrajzoló (7. epizód)
- Yawara! A Fashionable Judo Girl (1989), Kulcsrajzoló (17., 26. epizód)
- Júsa Exkaiser (1990), Kulcsrajzoló (19., 25., 29., 34., 39., 43. epizód)
- Fusigi no Umi no Nadia (1989), Kulcsrajzoló (17., 19., 25. epizód)
- Getter Robo Go (1991), Kulcsrajzoló (3., 8., 17., 24. epizód)
- Sun Brave Fyvard (1991), Kulcsrajzoló (12., 17., 21., 28., 32., 38. epizód)
- Dragon Quest: Dai no daibóken (1991), Kulcsrajzoló (5., 12., 30., 37., 43. epizód)
- Legendary Brave Da Garn (1992), Kulcsrajzoló (1., 7., 12., 17., 22., 31., 36. epizód)
- Tekkaman Blade (1992), Kulcsrajzoló (7., 15., 26., 33., 48. epizód)
- Mahó no Princess Minky Momo: Jume o dakisimete (1991), Kulcsrajzoló (29. epizód)
- Júsa tokkjú Might Gaine (1993), Zárófőcím animációja (27. epizódtól), kulcsrajzoló (1., 27., 37. epizód)
- Yadamon (1992), Animációs rendező (97., 150. epizód), kulcsrajzoló (97., 150. epizód)
- Miracle Girls (1993), Kulcsrajzoló (37., 41., 44., 50. epizód)
- Mobile Suit Victory Gundam (1993), Kulcsrajzoló (40. epizód)
- Júsa keiszacu J-Decker (1994), Kulcsrajzoló (1., 11., 17., 23., 29., 35. epizód)
- Magic Knight Rayearth (1994), Animációs rendező (2., 7., 12., 16. epizód)
- Magic Knight Rayearth 2 (1995), Animációs rendező (21., 26., 31., 36. epizód), animáció (OP 2), kulcsrajzoló (26., 31., 36., 41., 45., 48-49. epizód)
- Blue Seed (1994), Animációs rendező (8., 13., 17. epizód), kulcsrajzoló (7., 26. epizód)
- Macross 7 (1994), Animációs rendező (26., 31., 38. epizód), kulcsrajzoló (16., 39. epizód)
- Bakurecu Hunters (1995), karakterdizájn, animációs rendező (1., 11., 19., 25-26. epizód), kulcsrajzoló (OP, 1., 11., 15., 17., 26. epizód)
- Neon Genesis Evangelion (1995), Kulcsrajzoló (9. epizód)
- Kaitó Saint Tail (1995), Kulcsrajzoló (OP 2, 29., 42. epizód)
- Aka-csan to boku (1996), Kulcsrajzoló (4. epizód)
- Mobile Battleship Nadesico (1996), Karakterdizájn, animációs rendező (1., 19., 26. epizód), gépi animációs rendező (6. epizód), szereplőanimációs rendező (13. epizód), kulcsrajzoló (1., 6., 9., 21., 23., 26. epizód), nyitófőcím animációja
- Elves vo karu monotacsi (1996), Karakterdizájn, animációs rendező (OP, ED, 12. epizód), kulcsrajzoló (12. epizód)
- Sódzso kakumei Utena (1997), Kulcsrajzoló (1., 9. epizód)
- Hyper Police (1997), Karakterdizájn, animációs rendező (15., 25. epizód), kulcsrajzoló (15., 25. epizód)
- Slayers Try (1997), Kulcsrajzoló (6. epizód)
- Csódzsa Reideen (1996), Kulcsrajzoló (38. epizód)
- Elves vo karu monotacsi 2 (1997), Karakterdizájn
- Vampire Princess Miyu (1997), Kulcsrajzoló (OP, ED, 25. epizód)
- Kodomo no omocsa (1996), Kulcsrajzoló (90a epizód)
- Csúka icsiban! (1997), Kulcsrajzoló (27. epizód)
- Berserk (1997), Kulcsrajzoló (23. epizód)
- Akihabara dennó gumi (1998), Animációs rendező (26. epizód), kulcsrajzoló (26. epizód)
- Generator Gawl (1998), Storyboard (3. epizód), kulcsrajzoló (3., 12. epizód)
- Steam Detectives (1998), Kulcsrajzoló (5. epizód)
- Himiko-den (1999), Design munka, zárófőcím animációja (4. epizódtól), nyitófőcím animációja
- Betterman (1999), Kulcsrajzoló (25. epizód)
- Gate Keepers (2000), Storyboard (20. epizód), epizódrendező (20. epizód), karakterdizájn, vezető animációs rendező, animációs rendező (OP, ED, 12., 20. epizód), animáció (12., 24. epizód), kulcsrajzoló (OP), elrendezés-felügyelő (24. epizód)
- The Candidate for Goddess (2000), Kulcsrajzoló (OP; 1. epizód)
- Fruits Basket (2001), Storyboard (5., 22. epizód), epizódrendező (5., 22. epizód), kulcsrajzoló (26. epizód)
- Samurai Girl: Real Bout High School (2001), Rendező (OP), karakterdizájn, animációs rendező (OP), kulcsrajzoló (OP)
- Csajkommandó (2002), Rendező, storyboard (1., 2., 4., 15., 24. epizód, OP, ED), epizódrendező (1., 24. epizód, OP, ED), eyecatch illusztráció (24. epizód), kulcsrajzoló (1., 9., 10., 20., 24. epizód)
- D.N.Angel (2003), Rendező (20. epizód), storyboard (20. epizód)
- Samurai Champloo (2004), Kulcsrajzoló (26. epizód)
- Uta∽Kata (2004), Rendező, zárófőcím illusztrálása (12. epizód), eredeti mű
- Shuffle! (2005), Storyboard (7. epizód), epizódrendező (7. epizód), animációs rendező (7. epizód)
- Petopeto-san (2005), Kulcsrajzoló (OP)
- Aria the Animation (2005), Epizódrendező (3. epizód), kulcsrajzoló (3. epizód)
- Blood+ (2005), Kulcsrajzoló (1., 13. epizód)
- Fate/stay night (2005), Kulcsrajzoló
- Ergo Proxy (2006), Kulcsrajzoló (16. epizód)
- Aria the Natural (2006), Storyboard (9. epizód)
- School Rumble: 2nd Semester (2006), Zárófőcím kulcsrajzolása
- Dzsjú ó szei (2006), Storyboard (8. epizód), kulcsrajzoló (OP)
- D.Gray-man (2006), Storyboard (76. epizód)
- Ayakashi Ayashi – Különös történetek a Tenpou-korból (2006), Nyitófőcím animációja
- Kisin taiszen Gigantic Formula (2007), Rendező, storyboard (1., 2. epizód, ED), storyboard (26. epizód), epizódrendező (1., 2., 26. epizód, ED), kulcsrajzoló (1., 18., 26. epizód)
- Tobaku mokusiroku Kaidzsi (2007), Storyboard (12. epizód)
- Taiho sicsauzo: Full Throttle (2007), Storyboard (18. epizód)
- Macross Frontier (2007), Kulcsrajzoló (19., 25. epizód)
- Kurenai (2008), Animációs rendező (7. epizód), kulcsrajzoló (1-2. epizód)
- Itazura na Kiss (2008), Animóciós rendező (ED 2)
- Amacuki (2008), Storyboard (12. epizód)
- Vampire Knight (2008), Storyboard (12. epizód)
- Slayers Revolution (2008), Eyecatch illusztráció (5b, 12b epizód)
- Strike Witches (2008), Kulcsrajzoló (OP)
- Hidamari Sketch × 365 (2008), Kulcsrajzoló (12. epizód)
- Nacume júdzsin-csó (2008), Storyboard (8. epizód)
- Yozakura Quartet (2008), Kulcsrajzoló (OP)
- Toaru madzsucu no Index (2008), Kulcsrajzoló (8. epizód)
- Ga-rei: Zero (2008), Storyboard (4. epizód), epizódrendező (4. epizód), animációs rendező (4. epizód), kulcsrajzoló (12. epizód)
- Michiko to Hatchin (2008), Kulcsrajzoló (1. epizód)
- Kiddy Girl-and (2009), Rendező, storyboard (ED 1-2; 1-2., 9. epizód), epizódrendező (ED 1-2; 1. epizód), kulcsrajzoló (Pilot DVD; ED 1, 1. epizód)

### OVA-k
- Hadzsa taiszei Dangaió (1987), Fázisrajzoló
- Relic Armor Legaciam (1987), Fázisrajzoló
- Xanadu Dragonslayer Densetsu (1987), Fázisrajzoló
- Csódzsin denszecu Urocukidódzsi: Birth of the Overfiend (1987), Fázisrajzoló
- Dominion – A tankosztag (1988), Fázisrajzoló (OP), Kulcsrajzoló (4. epizód)
- Kikó rjóhei Mellowlink (1988), Fázisrajzoló
- Csódzsin denszecu Urocukidódzsi: Final Inferno (1989), Fázisrajzoló, kulcsrajzoló
- Kjósoku szókó Guyver (1989), Kulcsrajzoló (OP)
- Megazone 23 Part III (1989), Kulcsrajzoló (2. epizód)
- Ogami macugoro (1989), Kulcsrajzoló
- Angel Cop (1989), Kulcsrajzoló (3. epizód)
- Nineteen 19 (1990), Kulcsrajzoló
- Angel (OVA) (1990), Animációs rendezőasszisztens , kulcsrajzoló
- Iczer Reborn (1990), Kulcsrajzoló (1., 4. epizód)
- Sol Bianca (1990), Kulcsrajzoló (2. epizód)
- Sin Csódzsin denszecu Urocukidódzsi: Mataiden (1991), Kulcsrajzoló
- Genesis Survivor Gaiarth (1992), Kulcsrajzoló (1. epizód)
- Giant Robo (1992), Kulcsrajzoló (1-4., 6. epizód)
- Ai no kuszabi (1992), Kulcsrajzoló
- Csódzsin denszecu Urocukidódzsi: Mirai Hen (1993), Kulcsrajzoló (2-3. epizód)
- Bastard!! (1992), Kulcsrajzoló (4. epizód)
- Moldiver (1993), Kulcsrajzoló (6. epizód)
- Dirty Pair Flash: Mission I (1994), Zárófőcím animációja, nyitófőcím animációja
- Gin Rei (1994), Kulcsrajzoló (1. epizód)
- Tekkaman Blade II 1st stage (1994), Kulcsrajzoló (1. epizód)
- Szeirei cukai (1995), Kulcsrajzoló
- Graduation (1995), Kulcsrajzoló (2. epizód)
- Sin Cutey Honey 1st stage (1994), Kulcsrajzoló (2., 4. epizód)
- Tekkaman Blade II 2nd stage (1995), Kulcsrajzoló (5. epizód)
- Idol Defense Force Hummingbird '95 Song of the Wind (1993), Animációs asszisztens (3. epizód)
- Sin Cutey Honey 2nd stage (1994), Kulcsrajzoló (5. epizód)
- Idol Project (1995), Kulcsrajzoló (OP)
- Ninja mono (1996), Kulcsrajzoló
- Golden Boy (1995), Kulcsrajzoló (6. epizód)
- Csódzsin gakuen Gowcaizer (1996), Kulcsrajzoló (Vol. 1)
- Kakugo no susume (1996), Kulcsrajzoló (2. epizód)
- Bakurecu Hunters (1996), Karakterdizájn, animációs rendező (OP), design, kulcsrajzoló (OP), elrendezés-ellenőr (1. epizód)
- Magic Knight Rayearth (1997), Design, kulcsrajzoló (1., 3. epizód)
- Gekiganger III (1998), Animációs rendező (Nadesico rész)
- Tenamonya Voyagers (1999), Kulcsrajzoló (4. epizód)
- Read or Die – A betűk bűvöletében (2001), Kulcsrajzoló (3. epizód)
- Gate Keepers 21 (2002), Karakterdizájn, vezető animációs rendező, animációs rendező (1-5. epizód, OP), kulcsrajzoló (1. epizód, OP 2), SFX animációs rendező
- Uta∽Kata (2005), rendező, storyboard, eyecatch illusztráció

### Filmek
- Mobile Suit Gundam: Char's Counterattack (1988), 2. Kulcsrajzoló
- Urocukidódzsi: Legend of the Overfiend (1989), Kulcsrajzoló
- Gude Crest – The Emblem of Gude (1990), Kulcsrajzoló
- Dragon Quest: Dai no daibóken (1991), Kulcsrajzoló
- Dragon Quest: Dai no daibóken tacsiagare! Aban no sito (1992), Kulcsrajzoló
- Garó denszecu: The Motion Picture (1994), Kulcsrajzoló
- Mahódzsin Guru Guru (1996), Kulcsrajzoló
- Mahó gakuen Lunar! Aoi rjú no himicu (1996), Kulcsrajzoló
- Bakuszó Kjódai Let's & Go!! (1997), Fázisrajzoló asszisztens
- Mobile Battleship Nadesico: The Motion Picture – Prince of Darkness (1998), Karakterdizájn, vezető animációs rendező
- Kiddy Grade: Ignition (2007), Rendező, eyecatch illusztráció
- Kiddy Grade: Maelstrom (2007), Rendező
- Kiddy Grade: Truth Dawn (2007), Rendező
- Afro szamuráj: Feltámadás (2009), Kulcsrajzoló

### Manga
- Gate Keepers (1999), Eredeti szerző, rajzolás